# Ноев, Бойко
Бойко Ноев (род. 13 июля 1954, Златица, Народная Республика Болгария) — болгарский государственный деятель, дипломат, Министр обороны Болгарии (1994—1995 и 1999—2001).

## Биография
Окончил Московский государственный институт международных отношений. Занимал различные дипломатические должности в Министерстве иностранных дел Болгарии, за время своей дипломатической карьеры (1981—1993) начинал с посольства в Сирии, затем в различных ведомствах — Культурного сотрудничества, Общих международных дел, Европейских и региональных структурах, системе Варшавского договора, Европейского сотрудничества и др.
С августа 1992 года — руководитель отдела «Европейское сотрудничество и институты», который занимается сотрудничеством с НАТО, ЗЕС, ОБСЕ и Советом Европы, член и заместитель главы болгарских делегаций в ОБСЕ и в переговорах по обычным вооружённым силам в Европе.
С октября 1993 года — директор Учебного центра национальной безопасности (Исследовательского центра национальной безопасности) при Министерстве обороны. В правительстве Любена Берова с января 1994 года был заместителем министра обороны, курировавшим военно-политические вопросы, в апреле 1994 года подал в отставку после скандала с главой Генштаба.
Дважды занимал пост министра обороны Болгарии (1994—1995 и 1999—2001). В 1995 году вернулся на работу в Министерство иностранных дел. С 1 сентября 1996 года был послом в Бельгии и Люксембурге, а с октября 1996 года — также главой постоянной дипломатической миссии Болгарии при НАТО в Брюсселе (до 1999).
С 2007 года — член партии Болгарская новая демократия, ранее — Национального движения за стабильность и подъём.
Говорит на английском, французском и русском языках.
Женат, имеет сына и дочь.